# Sârbeni
Sârbeni is een Roemeense gemeente in het district Teleorman.
Sârbeni telt 1610 inwoners.